# Бего, Звонко
Звонко Бего (сербохорв. Zvonko Bego; 19 декабря 1940, Сплит, Югославия — 13 августа 2018, Крапинске-Топлице, Хорватия) — югославский футболист, играл на позициях защитника, полузащитника, левого нападающего. Выступал за сборную Югославии. Олимпийский чемпион 1960 года.

## Биография

### Клубная карьера
С 17-летнего возраста начал выступать в чемпионате Югославии в составе «Хайдука» (Сплит). Провёл в команде десять сезонов, сыграл в чемпионатах страны 157 матчей и забил 35 голов, а во всех турнирах (включая товарищеские) — 375 матчей и 173 гола. В 1967 году стал обладателем Кубка Югославии.
С 1967 года выступал за зарубежные клубы. Осенью 1967 года был в составе мюнхенской «Баварии», но не сыграл ни одного матча. Затем выступал в Нидерландах за «Твенте», дебютный матч сыграл 17 декабря 1967 года против «ДВС Амстердам», а единственный гол забил 15 апреля 1968 года в ворота «АДО Ден Хааг». В сезоне 1968/69 играл в ФРГ в региональной лиге «Запад» за «Байер 04» (Леверкузен). В сезоне 1969/70 выступал в Австрии за «Аустрия» (Зальцбург), стал победителем Кубка Интертото 1970 года.
После возвращения на родину играл в командах низших дивизионов.

### Карьера в сборной
Принимал участие в футбольном турнире Олимпиады-1960, на котором Югославия завоевала золотые медали, однако ни разу не вышел на поле. Был одним из четырёх представителей «Хайдука» в составе сборной (также клуб представляли Козлина, Анкович и Жанетич).
В национальной сборной Югославии дебютировал 19 ноября 1961 года в матче против Австрии. Затем принял участие в турне сборной по странам Восточной Азии, где сыграл 4 матча и впервые отличился 2 декабря 1961 года в игре против Гонконга. Последнюю игру провёл 14 декабря 1961 года против Израиля. Всего за национальную команду сыграл 6 матчей и забил два гола.

## Личная жизнь
Супруга Ирена, с которой в 2013 году отметил 50-летие совместной жизни. Две дочери, Катя и Сандра.
Скончался 13 августа 2018 года на 78-м году жизни.